# Pastor-finlandês-da-lapônia
A pastor-finlandês-da-lapônia[a][b] (em finlandês: lapinporokoïra) é uma raça de cães da Finlândia. Considerada de temperamento dócil, amigável, enérgica e ávida pelo trabalho. Este cão foi utilizado inicialmente como pastor de renas e os primeiros registros datam da década de 1950. Nessa época, ele e o pastor finlandês eram tratados como sendo pertencentes a mesma raça. Dezesseis anos depois, a separação foi aceita. De adestramento entre o moderado e o fácil, é um bom cão de pastoreio, guarda e companhia.